# نورة بوعيطة
نورة بوعيطة (20 أبريل 1993م)، هي لاعبة كرة قدم جزائرية محترفة تلعب مدافعةً لنادي الأمل السعودي للسيدات والمنتخب الجزائري.

## المسيرة الكروية
في سبتمبر 2023م، وبعد تعيين المدرب الجزائري فيرتول لقيادة نادي الأمل السعودي، انضمت بوعيطة إلى النادي في صفقة لمدة موسم واحد. وقد لعبت بوعيطة دورًا محوريًا في صعود الأمل التاريخي إلى الدوري السعودي الممتاز للسيدات. وفي 12 أغسطس 2024م، أعلن نادي الأمل عن تجديد عقدها لموسم آخر.
وتتألق المدافعة الجزائرية مع زميلاتها الجزائريات إيمان مروش وفريال ضاوي مع فريق الأمل السعودي في موسمه الأول في الدوري السعودي الممتاز للسيدات. واستطاعت بوعيطة حتي الأسبوع 15 من الدوري، والذي شاركت في كل المباريات، من تسجيل هدف وصناعة آخر.

## المسيرة الدولية
في أكتوبر 2013م، استدعيت بوعيطة للمرة الأولى للمشاركة مع الفريق االأول الجزائري في معسكر تدريبي قبل مباريات تصفيات بطولة أفريقيا للسيدات 2014م ضد المغرب.

## روابط خارجية
- نورة بوعيطة  على سكروي
- Nora Bouaita at Player Maker Stats
- Nora Bouaita at Sofascore
- Noura Bouaita at Kooora.com (in Arabic) (archived in English at Goalzz.com)